# تيتسويا فوجي
تيتسويا فوجي (باليابانية: 藤井哲也) هو عالم فلك ياباني، ولد في 1960.